# Laterallus melanophaius
Laterallus melanophaius là một loài chim trong họ Rallidae.